# Hendrik Willem Stenvers
Hendrik Willem Stenvers (Deventer, 16 februari 1889 – Zeist, 26 augustus 1973) was een Nederlandse neuroloog uit Utrecht.
Stenvers verrichtte tussen 1901 en 1921 pionierswerk op het gebied van neuroradiologie met in het bijzonder opnametechnieken. Zo heeft hij een speciale techniek ontwikkeld om met Röntgenfoto's opnames te maken van het zogenaamde brughoekgebied, een gebied in de schedel achter het oor, om een bepaalde tumor op te sporen. Deze foto wordt dan ook de opname volgens Stenvers genoemd, en was algemeen in gebruik totdat de CT-scan dit onderzoek overnam. Hij promoveerde in Utrecht.

## Prijs
- 1970: Röntgen-Plakette, Remscheid
- 1973: Officier in de Orde van Oranje Nassau[1]

- International Standard Name Identifier: 0000 0000 8560 0005
- Nationale Bibliotheek van Tsjechië: mub2010601426
- Nederlandse Thesaurus van Auteursnamen: 072368314
- Système universitaire de documentation: 225155974
- Virtual International Authority File: 123656079
- WorldCat: E39PBJd3RmgXKDHrhQcw7kpMfq